# L'Ange pervers
Pour plus de détails, voir Fiche technique et Distribution.
L'Ange pervers (titre original : Of Human Bondage) est un film britannique réalisé par Ken Hughes, sorti en 1964.
Il s'agit de la troisième adaptation au cinéma de Of Human Bondage, roman de William Somerset Maugham, après celles, sous ce titre (en France : L'Emprise), de John Cromwell en 1934 puis de Edmund Goulding en 1946. 

## Synopsis
Mildred, une jolie serveuse cruelle et volage, prend plaisir à tromper et à humilier son petit ami, un étudiant en médecine qui l’aime profondément.

## Fiche technique
- Titre original : Of Human Bondage
- Réalisation : Ken Hughes
- Scénario : Bryan Forbes d'après le roman de William Somerset Maugham
- Musique : Ron Goodwin
- Costume : Béatrice Dawson
- Photographie : Denys N. Coop et Oswald Morris
- Montage : Russell Lloyd
- Production : James Woolf
- Société de production : Metro-Goldwyn-Mayer
- Pays d'origine :  Royaume-Uni
- Genre : Drame
- Format : Noir et blanc 1,85:1 Mono
- Durée : 100 minutes
- Date de sortie :
  - États-Unis : 23 septembre 1964

## Distribution
- Kim Novak : Mildred Rogers
- Laurence Harvey : Philip Carey
- Robert Morley : Dr. Jacobs
- Siobhan McKenna : Nora Nesbitt
- Roger Livesey : Thorpe Athelny
- Jack Hedley : Griffiths
- Nanette Newman : Sally Athelny
- Ronald Lacey : Matty Mathews